# Антон Улрих фон Брауншвайг-Волфенбютел
Антон Улрих (на немски: Anton Ulrich Prinz von Braunschweig-Wolfenbüttel; * 28 август 1714, Беверн, Долна Саксония; † 4 май 1774, Холмогори, Русия) от род Велфи (Нов Дом Брауншвайг), е принц от Херцогство Брауншвайг-Люнебург. Като съпруг на руската регентка великата княгиня Анна Леополдовна е генералисимус на руската войска от 11 ноември 1740 до 6 декември 1741 г.

## Живот
Той е вторият син на Фердинанд Албрехт II (1680 – 1735), херцог на Брауншвайг-Беверн, и Антоанета Амалия (1696 – 1762). Брат е на херцог Карл I и на пруския генерал Фердинанд и зет на крал Фридрих II от Прусия.
През 1733 г. Антон Улрих отива в Русия по желание на руската императрица Анна, която го определила за съпруг на нейната племенница Анна Леополдовна. В Рига той поема един полк, който през 1732 г. е наречен на него „Braunschweig-Kürassiere“.
Той се жени през 1739 г. в Санкт Петербург за Анна Леополдовна. Техният син Иван VI е определен от императрицата за неин бъдещ наследник под надзора на Ернст Йохан Бирон. Антон Улрих и съпругата му не са допускани в управлението.
След смъртта на императрица Анна той е намесен в заговор против Бирон, който му взема всички военни служби и го заплашва да го изгони от Русия. След свалянето на Бирон принцът е издигнат от съпругата му, регентката Анна Леополдовна, на генералисимус на руската войска. Анна Леополдовна е свалена през нощта към 6 декември 1741 г. от Елисавета Петровна и с нейния съпруг и децата им са затворени в цитаделата на Рига, по-късно отвлечени в Даугавгрива и по-късно в Холмогори в Архангелска област, където умира на 27 години през 1746 г.
Екатерина II през 1762 г. предлага на Антон Улрих да напусне Русия без децата си (по политически причини). Той предпочита затвора с децата си и умира почти ослепял на 4 май 1774 г. Неговият син Иван е убит още през 1764 г. в Шлиселбург. Останалите му четири деца са освободени през 1780 г. Екатерина II им отказва годишна заплата и ги изпраща в Дания, където живеят в Хорсенс в Ютландия. Кралицата вдовица на Дания, Юлиана Мари фон Брауншвайг, е по-малка сестра на Антон Улрих.

## Деца
Антон Улрих се жени през 1739 г. за Анна Леополдовна (* 18 декември 1718, † 18 март 1746), дъщеря на херцог Карл Леополд от Мекленбург и съпругата му Екатерина Ивановна, дъщеря на цар Иван V и сестра на Анна Ивановна. Те имат децата:
- Иван VI (1740 – 1764)
- Екатерина (1741 – 1807)
- Елизабета Антоновна фон Брауншвайг (1743 – 1782)
- Петър Антонович фон Брауншвайг (1745 – 1798)
- Алексей Антонович фон Брауншвайг (1746 – 1787)